# VOICEラジオ版 浜ちゃん石っさん得々耳典
VOICEラジオ版 浜ちゃん石っさん得々耳典は、山陽放送で放送されていたラジオ番組。2007年4月1日放送終了。

## パーソナリティ
- 浜家輝雄
- 石原正裕

## 放送時間
- 毎週日曜日 14:00 - 14:20

## 概要
- VOICE21のラジオ版。